# آدولف اسپینلر
آدولف اسپینلر (انگلیسی: Adolf Spinnler; ۱۸ ژوئیهٔ ۱۸۷۹ – ۲۰ نوامبر ۱۹۵۱) ژیمناست هنری اهل سوئیس بود.